# St Pancras (Londen)
St Pancras is een wijk in het Londense bestuurlijke gebied Camden, in de regio Groot-Londen. De wijk, en het gelijknamige station is vernoemd naar de kerken St Pancras Old Church en St Pancras New Church, die in deze wijk te vinden zijn.

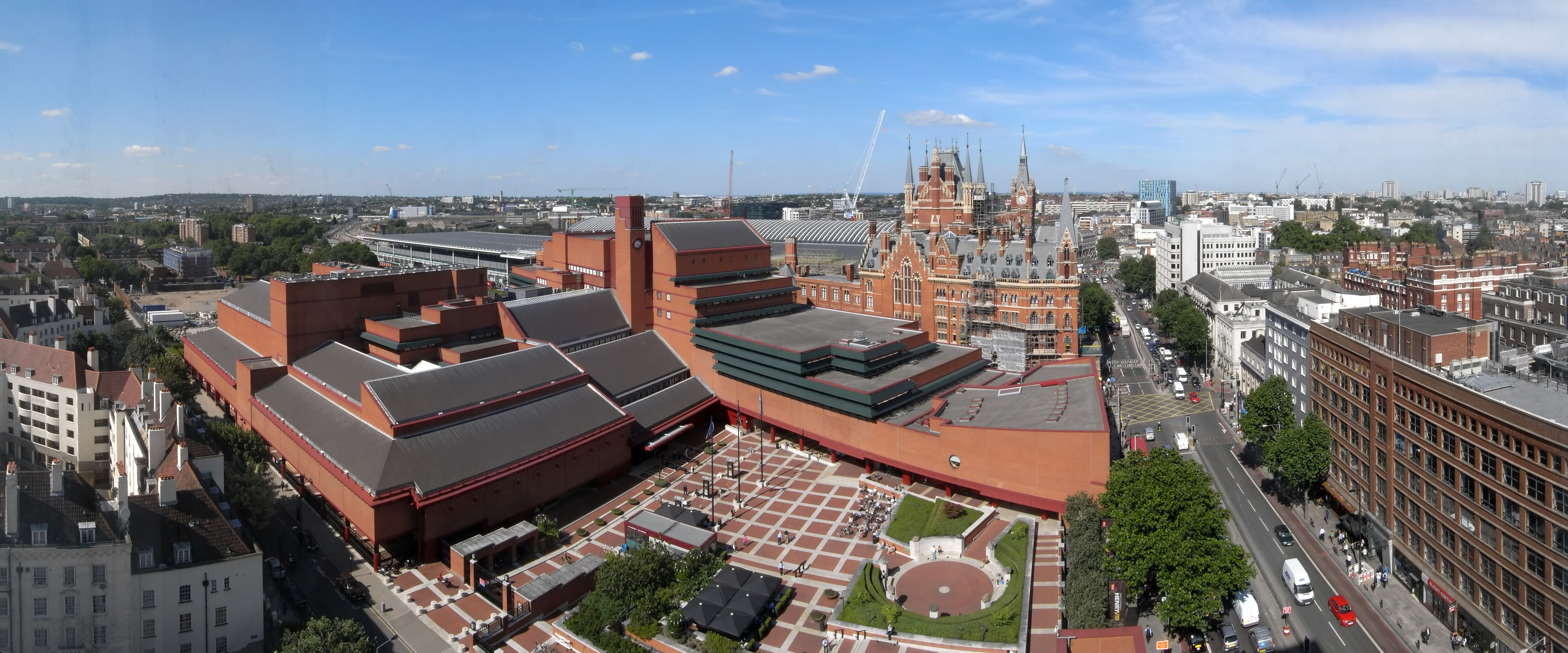
St Pancras, met op de voorgrond de British Library
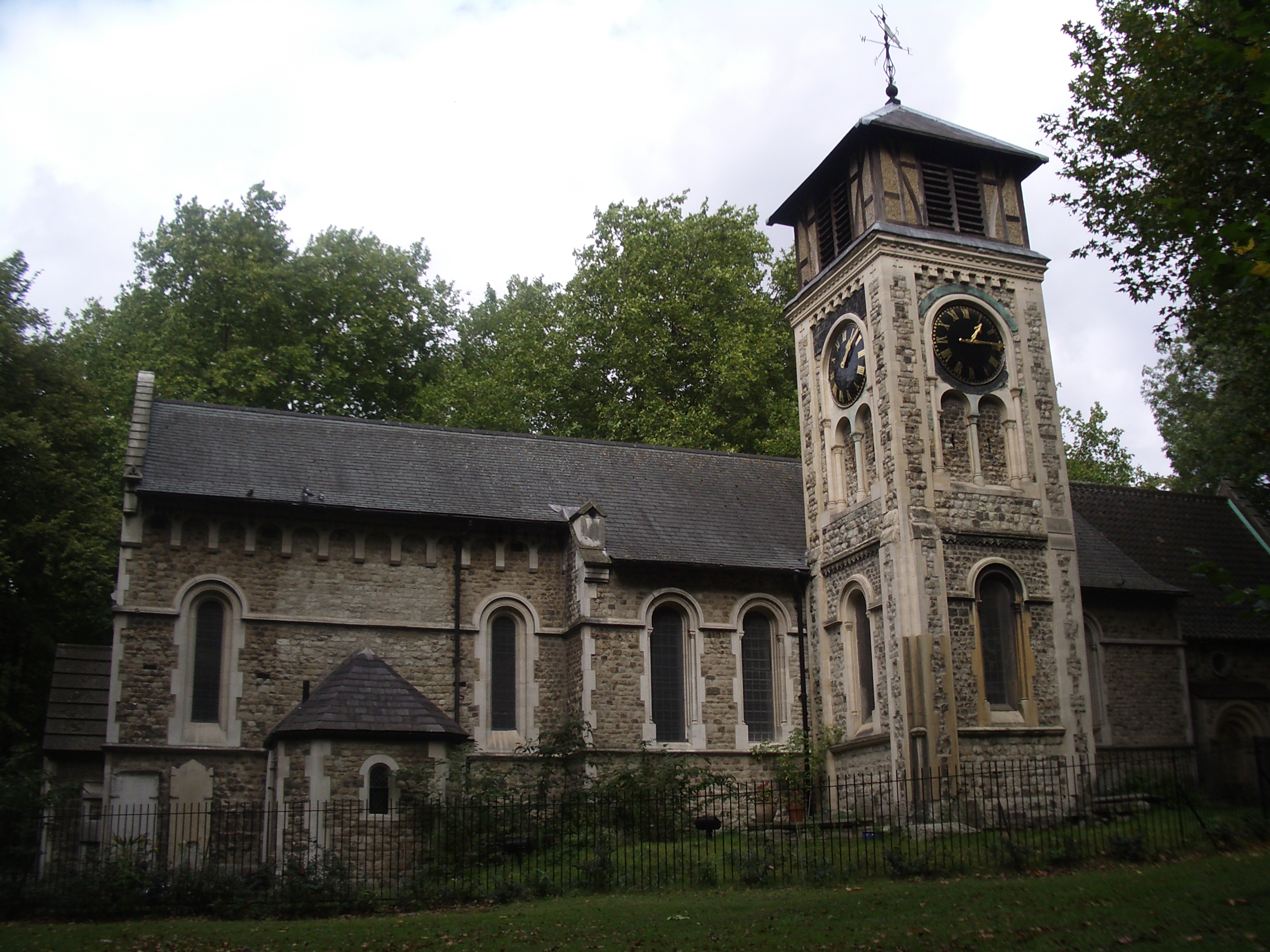
Oude kerk van St Pancras
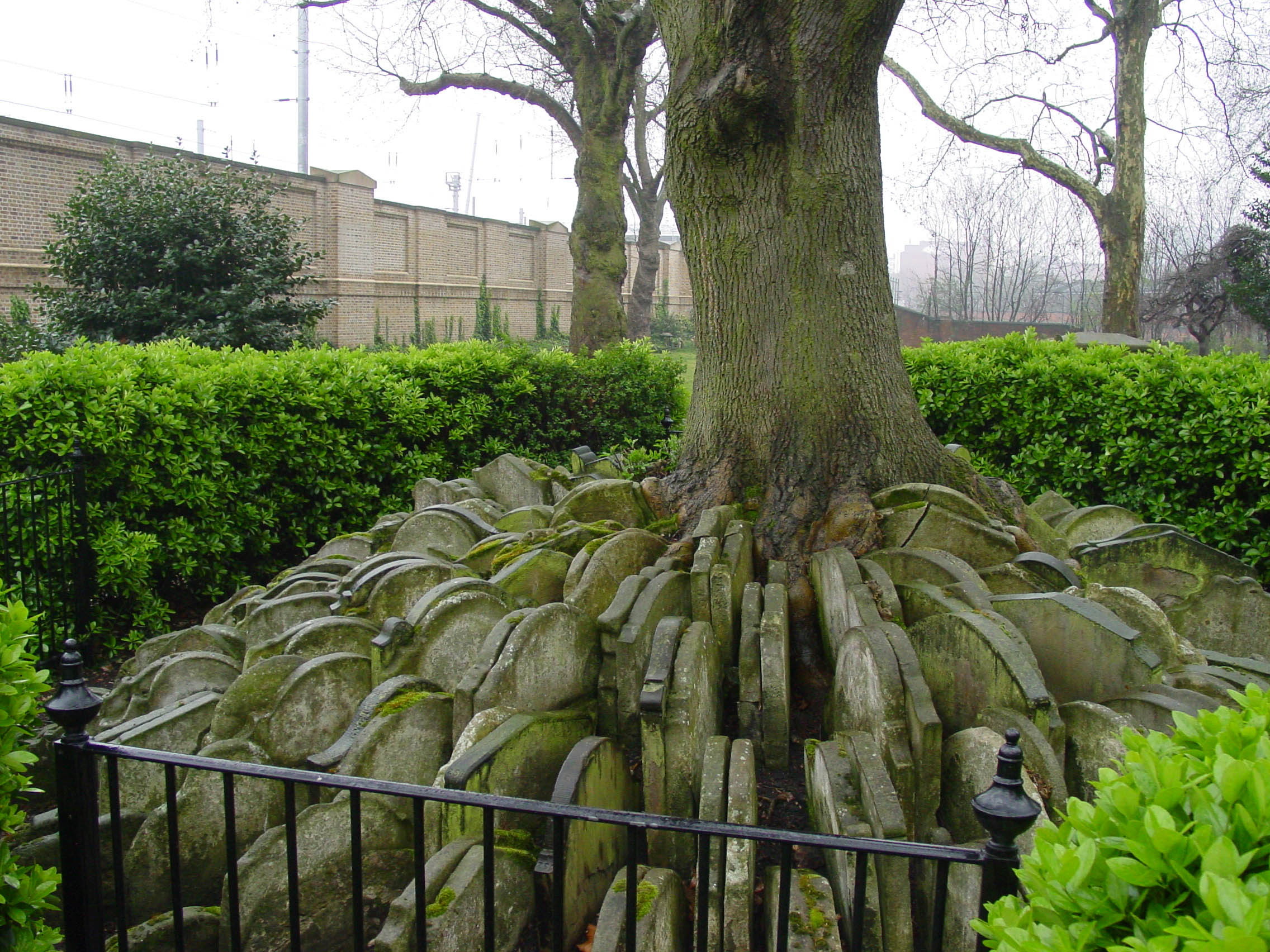
The Hardy Tree
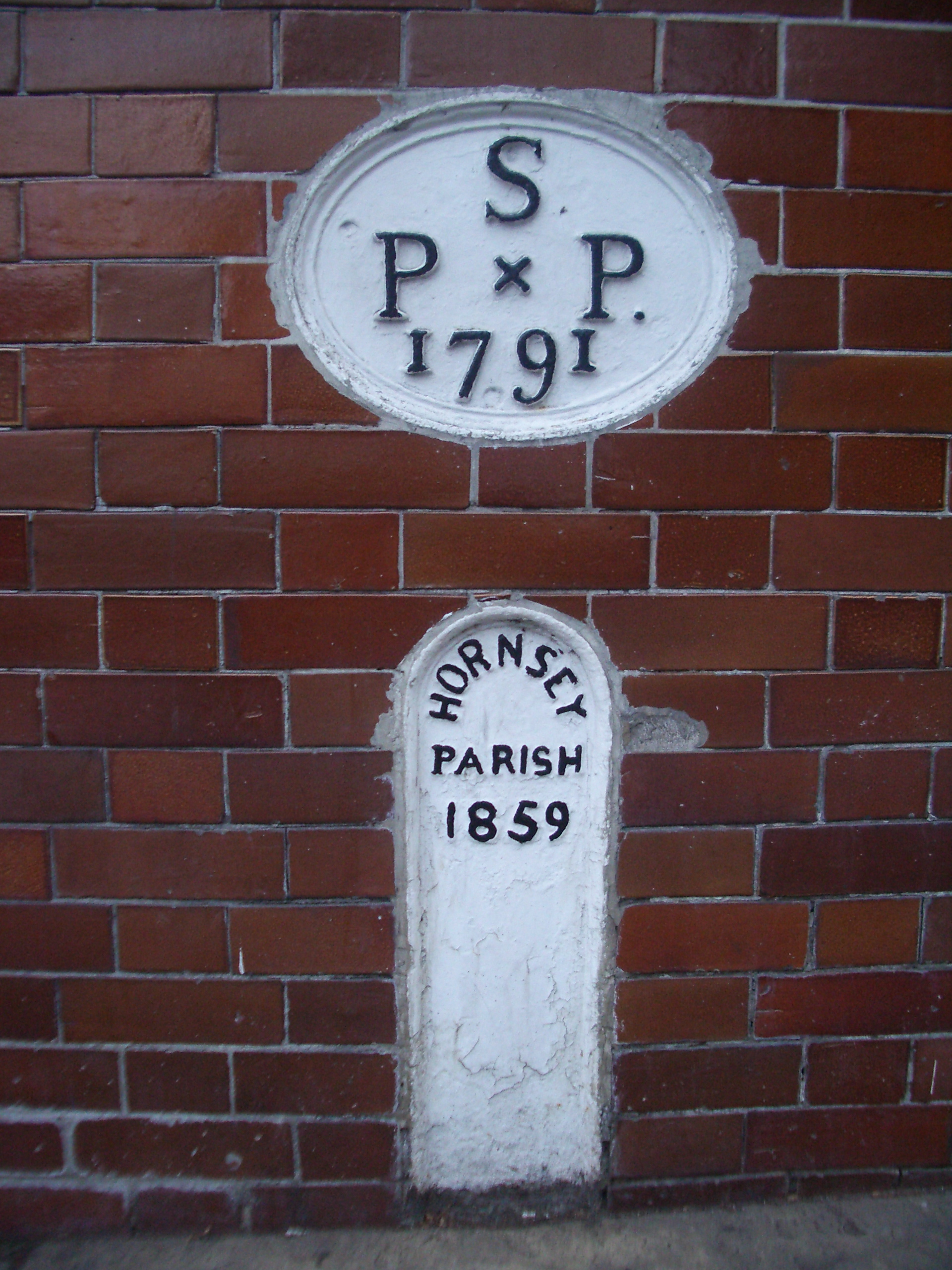